# ورودی التکولا
ورودی التکولا (به لاتین: Varudi-Altküla) یک روستا در استونی است که در دهستان سومرو واقع شده‌است.